# سوق الغرب

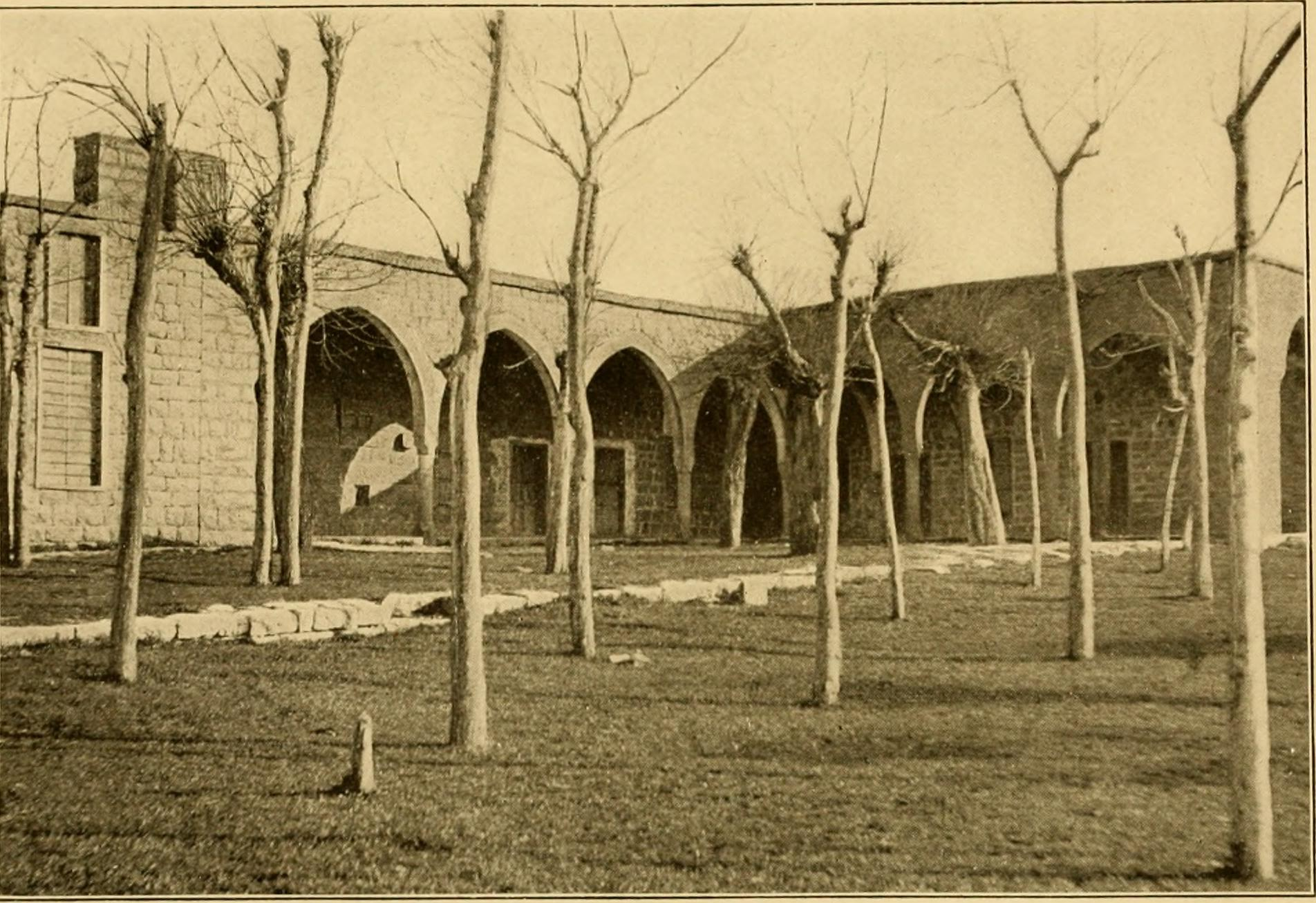
طاق های زیبا محصور در درختان ایستاده در تمام فصول چشم انداز زیبایی دارد

سوق الغرب (به عربی: سوق الغرب) یک منطقهٔ مسکونی در لبنان است که در شهرستان عالیه واقع شده‌است.